# George Steiner
Pour les articles homonymes, voir Steiner.
Francis George Steiner, né le 23 avril 1929 à Neuilly-sur-Seine (France) et mort le 3 février 2020 à Cambridge (Royaume-Uni), est un érudit, critique littéraire, linguiste, écrivain et philosophe franco-américain, spécialiste de littérature comparée et de théorie de la traduction.
Auteur de nombreux essais sur la théorie du langage et de la traduction ainsi que sur la philosophie de l'éducation, il est surtout réputé pour ses critiques littéraires, notamment dans The New Yorker et le Times Literary Supplement.
Archétype de l'intellectuel européen, George Steiner est pétri de plusieurs cultures du fait de son éducation trilingue (allemand, français et anglais). Ardent défenseur de la culture classique gréco-latine, il fait partie des penseurs européens contemporains aptes à lire dans le texte des œuvres écrites en de nombreuses langues (outre le grec et le latin. Il maîtrise cinq langues vivantes) et écrit généralement en anglais. 
Il est docteur honoris causa de nombreuses universités et membre de la British Academy.

## Biographie

### Famille et formation
George Steiner naît le 23 avril 1929 à l'hôpital américain de Paris de Neuilly-sur-Seine. Ses parents, Frederick George Steiner, d’ascendance tchécoslovaque, et Else Steiner (née Franzos), étaient des Viennois juifs. Sa sœur aînée, Ruth Lilian, était née à Vienne en 1922. Frederick Steiner était avocat principal à la Banque centrale d'Autriche et Else Steiner participait à la vie mondaine de Vienne. Mais « une haine systématique et doctrinale des Juifs bouillonnait et empestait sous les libéralités scintillantes de la culture viennoise », écrira-t-il. 
Cinq ans plus tôt, la famille avait ainsi quitté l'Autriche pour la France, sentant croître la menace de l'antisémitisme. Frederick Steiner était persuadé que les Juifs étaient « des étrangers, en danger partout où ils allaient » et il avait pourvu ses enfants d'un bagage de langues. Le jeune George grandit donc avec trois langues maternelles, l'allemand, l'anglais et le français, puis l'italien ; sa mère était polyglotte et avait l'habitude de « commencer une phrase dans une langue et de la terminer dans une autre ». Alors que le garçon a six ans, son père, qui croyait qu'une éducation classique était indispensable, lui apprend à lire l'Iliade en grec ancien, lui faisant croire qu'il n'existait pas de traduction allemande,. Il disait à son fils : « Avec la lecture, tu ne seras jamais seul » et citant Baruch Spinoza : « La chose excellente doit être très difficile ». Sa mère, pour laquelle « il était indigne de s'apitoyer sur soi-même » aida son fils à surmonter un handicap : il était né avec un bras droit atrophié. Au lieu de le laisser devenir gaucher, elle insista pour qu'il utilisât la main droite et lui dit que c'était une chance car ainsi, il n'aurait pas à faire son service militaire.
George Steiner commença à étudier au lycée Janson-de-Sailly de Paris. En 1940, au début de la Seconde Guerre mondiale, son père se réfugie avec sa famille, cette fois à New York, embarqués sur le dernier bateau parti de Gênes. Moins d'un mois après, les nazis occupaient Paris et, des nombreux enfants juifs qui s'étaient trouvés dans la classe à l'école de George, il n'y en eut que deux, dont lui, pour survivre à la guerre. Une nouvelle fois, l'intuition de son père avait sauvé sa famille et cela donna à Steiner l'impression d'être une sorte de survivant, ce qui par la suite devait influencer profondément ses écrits : « Ma vie entière a été hantée par la mort, le souvenir et la Shoah ». Il est devenu un « vagabond reconnaissant », disant que « les arbres ont des racines et moi j'ai des jambes, c'est à cela que je dois ma vie ». Il passa le reste de ses années d'études au lycée français de New York à Manhattan et devint citoyen américain en 1944.
Sorti du lycée, Steiner étudia à l'université de Chicago la littérature aussi bien que les mathématiques et la physique. Il obtint un Bachelor of Arts en 1948 puis un MA degree en 1950 à l'université Harvard. Il suivit ensuite des cours au Balliol College à l'université d'Oxford grâce à une bourse Rhodes. 
Après sa thèse de doctorat à Oxford, une première version de The Death of Tragedy fut d'abord refusée (Faber & Faber devait la publier par la suite) ; il interrompit alors ses études pour enseigner l'anglais au Williams College (Massachusetts). 

### Mariage et enfants
Au début des années 1950, il fit la connaissance de Zara Shakow, New-Yorkaise d'origine lituanienne. Elle aussi avait étudié à Harvard et c'est à la suggestion de leurs anciens professeurs qu'ils se rencontrèrent à Londres. « Les professeurs avaient gagé... que nous nous marierions si jamais nous nous rencontrions. » Ils se marièrent en 1955, l'année où George passa son doctorat à l'université d'Oxford,.  
Le couple aura un fils, David, professeur d'éducation et président d'Université, ainsi qu'une fille, Deborah devenue philologue classique. 
George Steiner dira souvent que « sa vie serait inconcevable sans Zara » dont il recherchait les conseils, reconnaissant chez elle « une douceur extraordinaire, capable d'atténuer comme un baume sa dureté de tempérament ». Unis pendant des décennies, les deux membres du couple Steiner mourront à quelques jours d'intervalle.

### Carrière
Après le Williams College de Williamstown, il enseigna à Innsbruck, à Cambridge (où il cofonde le Churchill College, en 1962,) et à Princeton, puis il devint professeur de littérature comparée à l'Université de Genève en 1974, où il enseigna jusqu'en 1994.
Il écrira dans son autobiographie intellectuelle, Errata : « L'exposition depuis la petite enfance à ces ordonnances d'excellence, le désir de partager avec d'autres la responsabilité et la transmission dans le temps, sans lesquels le classique fait silence, fit de moi exactement ce que voulait mon père : un professeur ».
Il fut, entre 1952 et 1956, éditorialiste en tant que critique littéraire à l'hebdomadaire londonien The Economist. Il écrira également pour le New York Times ou leTimes Literary Supplement et collaborera trente années au New Yorker, effectuant aussi des reportages sur les maîtres d'échecs, une de ses passions avec la musique ou le théâtre,.
Il était parti interviewer Robert Oppenheimer qui le fit entrer à l’institut de Princeton ; c’est le « tournant » de sa vie. 
Pendant les années 1980 et 1990, il se rapproche aussi du philosophe maurrassien Pierre Boutang, avec lequel il dialogue en 1987 à propos de l'Antigone de Sophocle et du sacrifice d'Abraham, à la télévision française, puis en 1994 dans un ouvrage commun. Ils partageaient un intérêt commun pour les classiques de la littérature occidentale (Homère, Sophocle, Dante, Shakespeare, Joyce, Poe, Rimbaud, Dostoïevski), de la philosophie (Platon, Heidegger) et pour l'exégèse judéo-chrétienne. Il considérait d'ailleurs l'Ontologie du secret, la thèse de Boutang, comme un « des maîtres-textes métaphysiques de notre siècle ».
On a pu lui reprocher ses discussions avec Pierre Boutang, admirateur de Charles Maurras,.
Il a tout ce temps donné de nombreuses conférences à travers le monde et, nommé professeur émérite à sa retraite, il a enseigné quelque temps au St Anne's College d'Oxford (1994-1995) puis à Harvard (2001-2002).
Il meurt le 3 février 2020 dans sa maison de Cambridge, quelques jours avant son épouse. 

Son traducteur Jean-Emmanuel Dauzat estime que :
« La longévité de son œuvre aidant, George Steiner est désormais un personnage de roman, voire de pièce de théâtre ».

## Publications
Pour chaque œuvre, la première date mentionnée est celle de première publication en français. En cas de traduction (presque toutes les œuvres de George Steiner ont d'abord paru en anglais), la seconde date (entre parenthèses) est la date de première publication dans la langue originale. L'ordre est celui de la première publication quand elle est connue, à défaut la publication de la traduction en français. George Steiner, Œuvres, Gallimard, collection « Quarto, 2013 », sous la direction de Pierre-Emmanuel Dauzat, contient des reprises et certaines traductions originales.
Pour une bibliographie plus complète des œuvres en anglais, voir Wikipedia en anglais.

### Essais et articles (traduits en français ou écrits en français)

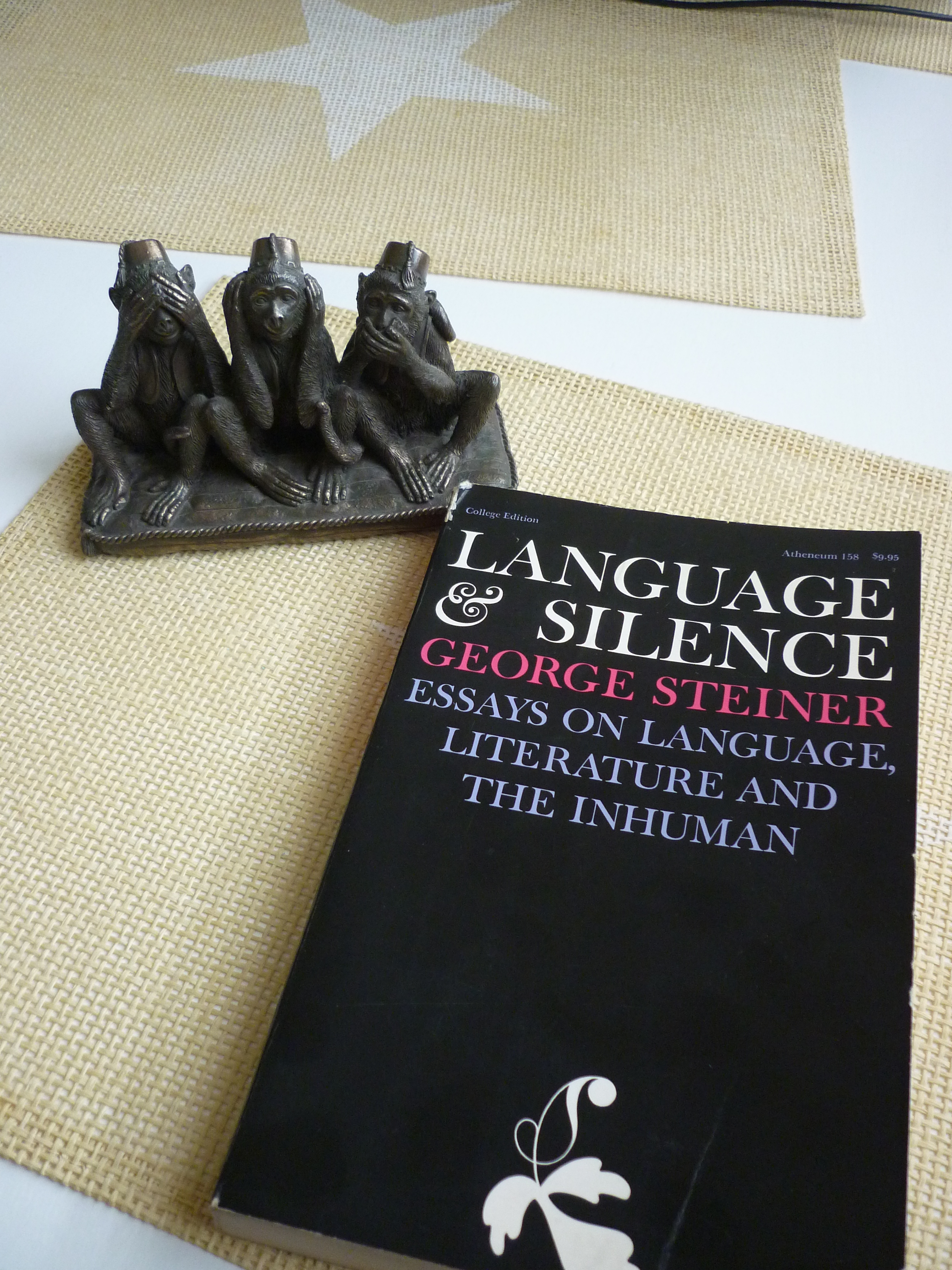
Language and Silence (1986).

- Tolstoï ou Dostoïevski, trad. Rose Celli, Paris, Le Seuil, coll. « Pierres Vives », 1963.
(titre original : Tolstoy or Dostoevsky: An Essay in Contrast, Faber and Faber, 1960).
- La Mort de la tragédie, trad. Rose Celli, Paris, Le Seuil, coll. « Pierres vives », 1965. Réédition, Paris, Gallimard, 1992, puis en poche, Paris, Gallimard, coll. « Folio Essais », n° 224, puis in Œuvres, Paris, Gallimard, coll. « Quarto », 2013. 
(titre original : The Death Tragedy, Faber and Faber, 1961).
- Langage et silence, trad. P.-E. Dauzat, Paris, Le Seuil, 1969. Nouvelle éd., Paris, Les Belles Lettres, 2010
(titre original : Language and Silence: Essays 1958-1966, Faber and Faber 1967). Extraits sous le titre de Le "Moïse et Aaron" de Schönberg et La retraite du mot, in Œuvres, Paris, Gallimard, coll. « Quarto », 2013.
- Dans le château de Barbe-bleue. Notes pour une redéfinition de la culture, Paris, Gallimard, 1986, puis éd. poche, Paris, Gallimard, coll. « Folio Essais », n° 42, puis in Œuvres, Paris, Gallimard, 2013, coll. « Quarto ». (La 1re éd. en français a paru sous le titre La Culture contre l'homme, trad. Lucienne Lotringer, Paris, Le Seuil, 1973.)
 (Titre original : In Bluebeard's Castle: Some Notes Towards the Redefinition of Culture, Faber and Faber, 1971.)
- Après Babel. Une poétique du dire et de la traduction, Paris, Albin Michel, 1978, trad. Lucienne Lotringer et Pierre-Emmanuel Dauzat (titre original : After Babel: Aspect of Language and Translation, Oxford University Presse, 1975).
N.B. : édition revue et corrigée en 1992 et 1998.
- « De la difficulté », in Œuvres, Paris, Gallimard, 2013, coll. « Quarto », trad. Pierre-Emmanuel Dauzat (titre original : On difficulty and others Essays, Oxford Press, 1978).
- « Le clerc de la trahison », in Le Débat, n° 17, Paris, Gallimard, 1981, repris in Œuvres, Paris, Gallimard, 2013, coll. « Quarto » (titre original : The clerc of Trahison, 1980).
- Martin Heidegger, Paris, Albin Michel, 1981. Édition de poche, Paris, Flammarion, coll. « Champs » (titre original : Heidegger, Fontana Modern Masters, 1978).
- Les Antigones, trad. Pierre Blanchard, « Bibliothèque des idées », Gallimard, 1986 , 346 p. ; également paru en édition de poche : « Folio Essais » no 182. Traduction reprise dans Œuvres, Gallimard, coll. « Quarto », 2013. 
(titre original : Antigones, Clarandon Press, 1984)
- Une lecture contre Shakespeare, repris dans Passions impunies et publié chez Gallimard, trad. P.-E. Dauzat, coll. « Quarto », 2013 (titre original : A reading against Shakespeare, University of Glasgow, 1986).
- Comment taire ?, Cavaliers Seuls, 1987. Traduction reprise dans Œuvres, Gallimard, 2013 (titre original : A Conversation Piece, 1985).
- La longue vie de la métaphore. Une approche de la Shoah. Publié dans L'écrit du temps n° 14-15, été-automne 1987, éditions de Minuit.
  - Titre original : The long life of Metaphor, an approach of "the Shoah", 1987 (Voir en ligne). Traduction française reprise dans Œuvres, Quarto Gallimard 2013.
- Le Sens du sens, Librairie J. Vrin, 1988 (titre original : ?).
- Réelles présences. Les arts du sens, trad. Michel R. de Paw, NRF Essais, Gallimard, 1991.
Également paru en édition de poche : « Folio Essais » no 255.
(Titre original : Real Presences: Is There Anything in What We Say?, Faber and Faber 1989.)
- Passions impunies, trad. Pierre-Emmanuel Dauzat et Louis Evrard, NRF Essais Gallimard, 1997, 324 p. ; également paru en édition de poche : « Folio Essais » no 385 ; De la Bible à Kafka, Bayard, 2002, également paru en édition de poche, coll. « Pluriel ». Réunit des articles ou conférences parus ou prononcés entre 1978 et 1996.
(Titre original : No Passion Spent: Essays 1978-1996, 1996.)
- Après Babel. Une poétique du dire et de la traduction, éd. revue et augmentée, Albin Michel, 1998
(titre original : After Babel: Aspect of Language and Translation, 1998)
N.B. : La première édition de cet ouvrage a paru en 1978 sous le même titre. Extraits dans Œuvres, Gallimard, coll. « Quarto », 2013 : « Langage et Gnose », « Topologies de la culture ».
- Errata. Récit d'une pensée, trad. P.-E. Dauzat, NRF, Gallimard, 1998.
Également paru en édition de poche : Folio no 3430. Traduction reprise dans Œuvres, Gallimard, coll. « Quarto », 2013. 
(Titre original : Errata: An Examined Life, Weidenfeld and Nicholson, 1997.)
- Grammaires de la création, trad. P.-E. Dauzat, Gallimard, 2001, coll. « Folio Essais » (titre original : Grammars of Creation, Faber and Faber 2001).
- Extraterritorialité. Essai sur la littérature et la révolution du langage, Calmann-Lévy, 2002 (titre original : Extraterritorial: Papers on Literature and the Language Revolution, 1972).
- Maîtres et disciples, NRF Essais, Gallimard, 2003 (titre original : Lessons of the Masters, Harvard University Press, 2003).
- De la traduction comme "conditio humana", trad. P.-E. Dauzat, Gallimard, 2013, et in Œuvres, « Quarto », Gallimard (titre original : Translatio as conditio humana, 2004).
- Dix raisons (possibles) à la tristesse de pensée, Albin Michel, 2005 (titre original : ?).
- Une certaine idée de l'Europe, Actes Sud, 2005 (titre original : The Idea of Europe, Nexus Institute, 2004).
- Le silence des livres, Arléa, « Arléa poche », 2006 (contient de G. Steiner « Le silence des livres » et de Michel Crépu, « Ce vice encore impuni »).
- Les Livres que je n'ai pas écrits, trad. Marianne Groulez, Gallimard, 2008 (titre original : My Unwritten Books, New Directions, 2008). Extrait dans Œuvres, « Quarto », Gallimard, sous le titre Invidia.
- Ceux qui brûlent les livres, trad. P.-E. Dauzat, Paris, L'Herne, « Cahiers de l'Herne », 2008 (82 p.). Steiner y expose son rapport aux livres et ce qu'il doit aux religions du livre.
- Les Logocrates, trad. P.-E. Dauzat, Paris, L'Herne, 2008.
- Lectures : Chroniques du New Yorker, Gallimard, coll. « Arcades », 2010
- Poésie de la pensée, Gallimard, coll. « Essais », 2011 (titre original : The Poetry of Thought, 2011).
- Fragments (un peu roussis), trad. P.-E. Dauzat (éd. Pierre-Guillaume de Roux 2012) reprise dans Œuvres, Gallimard, coll. « Quarto », 2013 (titre original : Fragments (somewhat charred), 2012.

### Conférences et entretiens
- George Steiner et Ramin Jahanbegloo, Entretiens, Le Félin, 1992
- George Steiner et Pierre Boutang, Dialogues. Sur le mythe d'Antigone. Sur le sacrifice d'Abraham, Lattès, 1994
- George Steiner et Antoine Spire, Barbarie de l'ignorance, Bord de l'Eau, 1998. En disque, Barbarie de l'ignorance : entretiens inédits. George Steiner et Antoine Spire, Radio France 1998 (2 disques compacts). Entretiens diffusés dans le cadre de l'émission À voix nue en janvier 1997 sur France Culture. A écouter aussi, voir références plus bas.
- George Steiner et Antoine Spire, Ce qui me hante, Bord de l'Eau, 1998.
- George Steiner et Cécile Ladjali, Éloge de la transmission. Le maître et l'élève, Albin Michel, 2003
- George Steiner et Pierre Boutang, « Dialogue sur le Mal », animé par François L'Yvonnet, Cahier de l'Herne Steiner, L'Herne, 2003.
- Nostalgie de l'absolu, 10/18, no 3555, 2003
(titre original : Nostalgia for the Absolute, CBC Massey Lectures series, 1974)

Voir aussi la reprise d'articles et de conférences dans « Passions impunies ».

### Roman / Fiction
- Anno Domini, Seuil, 1966[16]
Également paru en édition de poche : Folio no 2344
(titre original : Anno Domini: Three Stories, Faber & Faber 1964)
- Épreuves, Gallimard, 1993 (titre original : Proofs and Three Parables Faber & Faber 1992).
- Le Transport de A. H., Julliard/L'Âge d'Homme, 1981, traduit par Christine de Montauzon. Rééd. : LGF, 1991 (Le Livre de poche. Biblio, no 3167). 4e de couverture : « Hitler ne s'est pas suicidé. Il vit, réfugié dans un recoin de l'Amazonie profonde. Un commando de juifs l'a retrouvé et se propose de le ramener à la civilisation pour le juger. Récit du voyage. » Extrait dans Œuvres, Quarto Gallimard, « Le monologue de Lieber ».
(titre original : The Portage to San Cristobal of A. H., Faber ad Faber, 1981).
- À cinq heures de l'après-midi, fiction, trad. Pierre-Emmanuel Dauzat, Paris, L'Herne, « Cahiers de l'Herne », 2008 (titre original : At Five in the Afternoon, in Kenyon Review and Pushcart Prize XXVIII, 2004 (fiction)

### Divers
- Préface à la Bible hébraïque, Albin Michel, 2001
- Au « New Yorker », Gallimard, 2010
(titre original : George Steiner at The New Yorker, New Directions, 2008)
- Platon, Le Banquet, préface de George Steiner, « La Nuit du Banquet » (entretien avec François L'Yvonnet), Les Belles Lettres, coll. « Classiques en poche », 2010.
- Préface au catalogue de l'exposition en 2004 aux Beaux Arts de Paris : « Dieux et mortels : les thèmes homériques dans les collections de l’École des Beaux Arts de Paris ».

## Distinctions
Entre autres distinctions, George Steiner a été récompensé par :
- une bourse Rhodes (1950) ;
- un Bourse Guggenheim (1971-1972) ;
- la Légion d'honneur : chevalier de la Légion d'honneur (1984) ;
- le prix Morton Dauwen Zaubel The American Academy of Arts and Letters (1989) ;
- la médaille Roi-Albert de l'Académie de Belgique ;
- Balliol College, université d'Oxford (1995)
- le Truman Capote Award for Literary Criticism, université Stanford (1998) ;
- le prix Prince des Asturies (2001)[17].

George Steiner est docteur honoris causa de plusieurs universités :
- l'université d'East Anglia (1976) ;
- l'université catholique de Louvain (1980) ;
- le Mount Holyoke College (1983) ;
- l'université de Bristol (1989) ;
- l'université de Glasgow (1990) ;
- l'université de Liège (1990) ;
- l'université d'Ulster (1993) ;
- l'université de Durham (1995) ;
- l'université de Salamanque (2002) ;
- la Queen Mary, University of London (en) (2006) ;
- l'université de Bologne (2006) ;
- l'université de Lisbonne (2009) ;
- l'École normale supérieure de Paris (2014).

Il a reçu de nombreux prix, parmi lesquels :
- Remembrance Award (1974) pour Language and Silence: Essays 1958-1966 ;
- PEN/Macmillan Silver Pen Award (1992) pour Proofs and Three Parables ;
- PEN/Macmillan Fiction Prize (1993) pour Proofs and Three Parables ;
- Jewish Quarterly Literary Prize, catégorie non-fiction (prix partagé avec Louise Kehoe et Silvia Rodgers) (1997) pour No Passion Spent.